# Vector Informatik
Vector razvija programsko opremo in komponente za mrežne povezave v elektronskih sistemih, ki temeljijo na serijskih vodilih, kot so CAN, LIN, FlexRay, Ethernet in MOST, pa tudi na protokolih na osnovi CAN, kot so SAE J1939, CANopen, ARINC 825 in drugi.

Jedro podjetja je Vector Informatik GmbH (Gesellschaft mit beschränkter Haftung - d. o. o.) s sedežem v Stuttgartu, Nemčija. K podjetu spadajo še štiri nemške podružnice v Braunschweigu, Hamburgu in Regensburgu  ter tuja hčerinska podjetja v ZDA, na Japonskem, v Franciji, na Švedskem, v Veliki Britaniji, Južni Koreji, na Kitajskem in v  Indiji. Skupaj z Vector Consulting Services GmbH, poslovno svetovalnim podjetjem za optimizacijo tehničnega razvoja produktov, sestavljajo tako imenovano Vector Gruppe (Vector družba).

V  branži je podjetje Vector poznano pod imenom Vector Informatik. Oznaka Vector ni enkratna. V drugih sektorjih obstajajo podjetja, ki uporabljajo isto ime.

## Zgodovina

### 1. April 1988
Ustanovitev Vector Software GmbH (Gesellschaft mit beschränkter Haftung - d. o. o.) - Ustanovitelji Eberhard Hinderer, Martin Litschel in Helmut Schelling.

Martin Litschel in Helmut Schelling sta pred tem že sodelovala v firmi Bosch pri razvoju podatkovnega vodila CAN-Bus.

### 1992
Preimenovanje podjetja v Vector Informatik GmbH.

Prodaja prve licence za CANAlyzer.

Prvič je bil dosežen promet v višini enega milijona evrov.

### 1996
Prodaja prve licence za CANoe in CANape.

### 1998
Ustanovitev Vector CANtech v ZDA.

### 1999
Ustanovitev Vector Japan.

### 2001
Ustanovitev hčerinske družbe Vector Consulting GmbH, ki
ponuja svetovanje pri tehničnem razvoju ter optimizaciji stroškov le-tega.

### 2006
Prevzem oddelka "Division 4m Software" firme Micron Electronic Devices 
AG in s tem ustanovitev podružnice v Regensburgu.

Promet družbe Vector prvič prekorači mejo 100 milijonov evrov.

### 2007
Ustanovitev Vector Korea.

### 2009
Ustanovitev Vector Great Britain, Vector Informatik India in Vector 
China.

### 2011
Preoblikovanje kitajske podružnice v samostojno podjetje.

### Avgusta 2011
Lastništvo firme Vector Informatik GmbH je prenešeno na  družinsko fundacijo 
ter neprofitno ustanovo.
Število zaposlenih prekorači številko tisoč.

## Področja dejavnosti
Vector se ukvarja predvsem  z mrežnimi povezavami krmilnih naprav za avtomobilsko industrijo. Podjetje uporablja pridobljene izkušnje tudi v drugih sektorjih, kot so zračni promet, gospodarska vozila, posebna vozila in stroji ter splošni vgrajeni (embedded) sistemi. Več informacij je na voljo v naslednjih strokovnih in tehničnih člankih:
- Integracija virtualnih hardver prototipov v CANoe na Fraunhofer inštitutu IIS[9]
- Validacija diagnoze skupaj s General Motors[10]
- AUTOSAR PDUje s FlexRay pri avtomobilskem proizvajalcu Audi [11]
- Optimacija sistemov za pomoč vozniku pri avtomobilskem proizvajalcu BMW[12]
- XCP on FlexRay pri avtomobilskem proizvajalcu Audi [13]
- Brezžična povezava pripomočkov za razvoj in analizo pri podjetju Bomag AG[14]
- Integrirane rešitve za diagnozo in Flash za podjetje LuK GmbH[15]
- Car2X komunikacija

## Produkti
Glavni produkti podjetja Vector so:
- Programsko orodje CANalyzer za analizo mrežnih povezav CAN, FlexRay, Ethernet, LIN itd.
- Razvojno orodje CANoe, ki podpira simulacijo in diagnozo ter služi kot testno orodje za krmilne naprave v avtomobilih. Orodje uporablja veliko proizvajalcev osebnih in tovornih vozil ter njihovih dobaviteljev.
- Vgrajene programske komponente za CAN, FlexRay, LIN, CANopen itd., ki so del domala vsakega osebnega avtomobila, ki vsebuje mrežno povezano elektroniko[16].
- Programsko okolje CANape  za kalibracijo krmilnih naprav podpira različne protokole (CCP, XCP,…) in serijska vodila (CAN, FlexRay,…).